# Азарьев, Виктор Николаевич
Ви́ктор Никола́евич Аза́рьев (1867—1914) — российский военный деятель, полковник.

## Биография
Родился 24 января 1867 года. Православный. Сын полковника Николая Петровича Азарьева.
- Образование получил в Петровском Полтавском кадетском корпусе.
- В службу вступил 25.08.1884.
- Окончил 3-е военное Александровское училище.
- Выпущен подпоручиком (ст. 07.08.1885).
- Поручик (ст. 07.08.1889).
- Штабс-капитан (пр. 1896; ст. 24.02.1896; за отличие).
- Капитан (ст. 06.05.1900). Командовал ротой 8 лет и 3 месяца.
- Участник китайского похода 1900-1901 и русско-японской войны 1904-1905.
- Подполковник (пр. 1907; ст. 22.11.1907; за отличие).
- Полковник (ст. 06.12.1910).
- На 1914 год находился в 16-м стрелковом полку.

Участник первой мировой войны. Убит в бою в 1914 году.

### Семья
- Отец — Азарьев, Николай Петрович — полковник.
- Братья:
  - Азарьев, Александр Николаевич — полковник,
  - Азарьев, Митрофан Николаевич — генерал,
  - Азарьев, Николай Николаевич — генерал.

## Награды
- Орден Св. Анны 4-й степени (1901);
- Орден Св. Станислава 2-й степени (1910);
- Орден Св. Владимира 4-й степени с бантом (1910);
- Орден Св. Анны 2-й степени (1913).